# Olszanka Wielka
Olszanka Wielka (biał. Вялікая Альшанка) – wieś na Białorusi, położona w obwodzie grodzieńskim w rejonie grodzieńskim w sielsowiecie kopciowskim.
W latach 1921–1939 Olszanka Wielka należała do gminy Hornica, w ówczesnym województwie białostockim.
Według Powszechnego Spisu Ludności z 1921 roku zamieszkiwało ją 118 osób, 83 były wyznania rzymskokatolickiego, 35 prawosławnego. 83 zadeklarowały polską przynależność narodową, 35 białoruską. Było tu 26 budynków mieszkalnych.